# Claritas Fossae
Le Claritas Fossae sono una struttura geologica della superficie di Marte.